# Misterele lui Miss Mallard
Misterele lui Miss Mallard (în engleză A Miss Mallard Mystery) este serial de animație chinezo-canadian, produs de CINAR Corporation și Shanghai Animation Film Studio pentru rețeaua Teletoon și OTV (Shanghai Media Group), și bazat pe seria de cărți a lui Robert Quackenbush, The Miss Mallard Mysteries. Fiecare episod se concentrează pe Miss Mallard și pe nepotul ei, Willard Widgeon, în timp ce vizitează diverse locuri din întreaga lume, rezolvând mistere. Toate personajele din serial sunt rațe sau seamănă cu rațe.
Serialul a avut difuzarea originală în perioada 2000-2001. În România, a fost transmis pe postul de televiziune Minimax.

## Descriere
Nu există nici un caz nerezolvat!
Nu contează pe unde călătoresc Miss Mallard și nepotul său, Inspector Willard Widgeon, ei sunt prinși inevitabil în cele mai suspecte investigații! 
Creative și pline de resurse, aripile puternice ale lui Miss Mallard pot transforma o agrafă de păr, o umbrelă sau chiar o batistă, în cele mai neconvenționale arme împotriva răufăcătorilor! Descoperind indicii în timp ce scapă din accidente suspicioase sau evită dezastre misterioase, asta e de fapt meseria care îi place lui Miss Mallard!
Miss Mallard amuză și ține în suspans copiii mai bine decât adulții, prin faimosul detectiv Sherlock Holmes!
Plin de indicii și de "evidență ascunsă", fiecare "mister" al lui Miss Mallard încurajează copiii să urmărească indiciile și să rezolve cazurile, împreună cu Miss Mallard!

## Episoade
| #  | Titlu (Engleză)          | Titlu (Română)                | Locație                           |
| -- | ------------------------ | ----------------------------- | --------------------------------- |
| 01 | Lost in the Amazon       | Pierduți în Amazon            | Brazilia                          |
| 02 | Taxi to Intrigue         | Taxiul intrigii               | Londra, Regatul Unit              |
| 03 | Cable Car to Catastrophe | Telefericul spre catastrofă   | Elveția                           |
| 04 | Rickshaw to Horror       | Ricșa groazei                 | Hong Kong, China                  |
| 05 | Dig to Disaster          | Săpați spre dezastru          | America Centrală                  |
| 06 | Evil Under the Sea       | Răul din adâncuri             | Australia                         |
| 07 | Stage Door to Terror     | Ușa spre teroare              | Paris, Franța                     |
| 08 | Bicycle to Treachery     | Bicicleta trădării            | Olanda, Țările de Jos             |
| 09 | Danger in Tibet          | Pericol în Tibet              | Tibet                             |
| 10 | Surfboard to Peril       | Pericol la surfing            | Hawaii, Statele Unite             |
| 11 | Stairway to Doom         | Calea destinului              | Scoția, Regatul Unit              |
| 12 | Dogsled to Dread         | Cursa de sănii trase de câini | Alaska, Statele Unite             |
| 13 | Gondola to Danger        | Pericol în gondolă            | Veneția, Italia                   |
| 14 | Texas Trail to Calamity  | Furturi în Texas              | Texas, Statele Unite              |
| 15 | Express Train to Trouble | Expresul farselor             | Egipt                             |
| 16 | Flamenco to Mischief     | Jaf în stil flamenco          | Sevilia, Spania                   |
| 17 | Hallway to Spite         | Castelul bântuit              | Bavaria, Germania                 |
| 18 | Boulevard to Mayhem      | Bulevardul stelelor de cinema | Hollywood, Statele Unite          |
| 19 | Whistle Stop to Fear     | Oprire în ținutul misterios   | Transilvania, România             |
| 20 | Jitney to Jeopardy       | Riscurile meseriei            | Kenya                             |
| 21 | Spaceship to Puzzlement  | Misterul navei spațiale       | Florida, Statele Unite, în spațiu |
| 22 | Stepping Stones to Gloom | Parfum de orhidee             | Seul, Coreea de Sud               |
| 23 | Ferris Wheel to Deceit   | Caruselul înșelăciunii        | Praga, Republica Cehă             |
| 24 | Footbridge to Jitters    | Tunelul lui Rață-Albastră     | Filipine                          |
| 25 | Snowmobile to Panic      | Panică în snowmobil           | Suedia                            |
| 26 | Escalator to Agony       | Scările rulante ale agoniei   | Tokyo, Japonia                    |